# سال‌های سرپیچی
| بررسی انتقادی | بررسی انتقادی |
| منبع          | رتبه‌بندی      |
| ------------- | ------------- |
| آل‌میوزیک      | [ ۱ ]         |
| گاردین        | [ ۲ ]         |
| موجو          | [ ۳ ]         |
| ان‌ام‌ئی        | (۸/۱۰)        |
| آبزرور        | [ ۵ ]         |
| پیچفورک مدیا  | (۸٫۱/۱۰)      |
| کیو           | [ ۷ ]         |
| رولینگ استون  | 3.5/5 ستاره   |
| اسپین         | [ ۸ ]         |
| آنکات         | [ ۹ ]         |

سال‌های سرپیچی (به انگلیسی: Years of Refusal) نهمین آلبوم انفرادی موریسی است. آلبوم در ۱۶ فوریه سال ۲۰۰۹ در انگلستان و در ۱۷ فوریه ۲۰۰۹ در ایالات متحده آمریکا، توسط شرکت‌های دکا و لاست‌هایوی منتشر شد. به دنبال آلبوم قبلی او، سردستهٔ شکنجه‌گران که در جدول موسیقی انگلستان به شمارهٔ ۱ دست پیدا کرده بود. موریسی این آلبوم را «قوی‌ترین کار خود تا امروز» اعلام کرده‌است. «سال‌های سرپیچی» آخرین آلبوم تهیه‌شدهٔ جری فین قبل از مرگ‌ش بود. همچنین آلبوم از این نظر هم جالب است که اولین آلبوم بعد از عمو را بکشید است که آلن وایت به عنوان گیتاریست اول در آن حضور ندارد؛ جسی توبایس جای او را از این پس می‌گیرد. این آخرین همکاری وایت به‌عنوان آهنگساز با موریسی نیز می‌باشد، بعد از آن‌که وایت تأیید کرد که احتمال اینکه دوباره با موریسی همکاری کند خیلی کم است.

## فهرست ترانه‌ها
متن همهٔ ترانه‌ها توسط موریسی نوشته شده‌است.
| شماره      | نام                                       | آهنگساز    | عنوان اصلی                        | مدت   |
| ---------- | ----------------------------------------- | ---------- | --------------------------------- | ----- |
| ۱.         | «یه چیزی داره کاسهٔ سرمو میشکافه»          | آلن وایت   | Something Is Squeezing My Skull   | ۰۲:۳۸ |
| ۲.         | «مامان به آرامی در بستر رودخانه دراز بکش» | وایت       | Mama Lay Softly on the Riverbed   | ۰۳:۵۳ |
| ۳.         | «ابر سیاه»                                | باز بورر   | Black Cloud                       | ۰۲:۴۸ |
| ۴.         | «دستمو به دور پاریس میندازم»              | بورر       | I'm Throwing My Arms Around Paris | ۰۲:۳۱ |
| ۵.         | «تنها چیزی که نیاز داری منم»              | جسی توبایس | All You Need Is Me                | ۰۳:۱۳ |
| ۶.         | «آخرین باری که با کرول صحبت کردم»         | وایت       | When Last I Spoke to Carol        | ۰۳:۲۴ |
| ۷.         | «آدم‌ها اینجوری بزرگ می‌شن»                 | بورر       | That's How People Grow Up         | ۰۲:۵۹ |
| ۸.         | «یه روزی خداحافظی تبدیل به وداع میشه»     | بورر       | One Day Goodbye Will Be Farewell  | ۰۲:۵۷ |
| ۹.         | «حالا دیگه تولد تو نیست»                  | وایت       | It's Not Your Birthday Anymore    | ۰۵:۱۰ |
| ۱۰.        | «تو در دوران خودت خوب بودی»               | وایت       | You Were Good in Your Time        | ۰۵:۰۱ |
| ۱۱.        | «کلمهٔ متأسفم چاره‌ساز نیست»                | توبایس     | Sorry Doesn't Help                | ۰۴:۰۳ |
| ۱۲.        | «من وقتی تنهام حال و روزم خوبه»           | توبایس     | I'm OK by Myself                  | ۰۴:۴۸ |
| مجموع مدت: | مجموع مدت:                                | مجموع مدت: | مجموع مدت:                        | ۴۳:۲۵ |